# Crisis de demanda
Crisis de demanda es la crisis económica producida por un desequilibrio del mercado que presenta un defecto de demanda, o bien, un exceso de oferta. 
Consiste en que los productos no son demandados, por lo que los productores no los pueden vender y no recuperan los costos de producción y quiebran. La quiebra puede generar menos capacidad consumo por parte de ex-productores y así hacer quebrar a más empresas.
Es la causa de la crisis de 1873 y de la crisis de 1929, que llevó a su tratamiento y solución con la política del New Deal de Franklin Delano Roosevelt y las teorías de Keynes.